# Caniços ao vento (Deledda)
Caniços ao vento (Canne al vento, em italiano) é um romance de Grazia Deledda. Saiu primeiro em folhetim na L'Illustrazione Italiana, de 12 de janeiro a 27 de abril de 1913, e alguns meses depois foi publicado em livro, pela editora Treves de Milão.
O título do romance mais famoso de Grazia Deledda alude ao tópico profundo da fragilidade humana e da dor da existência e nesta direcção se fixam as reflexões e as fantasias do herói protagonista, como um primitivo, um simples, muito similar ao pastor errante asiático leopardiano ou a um dos humildes manzonianos.
De acordo com Salvatore Satta e Sergio Atzeni, escritores italianos em comentário para a editora italiana do livro: "Exotismo, arcaísmo, sensualismo e psicologismo, quase obrigatório para uma obra na Sardenha, logo exotismo do espírito, antes e para além de Macondo ou Elvira."
A relação de similitude entre a condição dos caniços e a vida dos homens, invocada no título do romance, vem da obra Elias Portolu, de 1903, da própria Deledda: Homens somos, Elias, homens frágeis como os caniços, se pensares bem. Acima de nós está uma força que não podemos vencer.
Foi efetuada uma adaptação do livro ao cinema em 1958.

## Resumo do enredo
Numa aldeia da Sardenha, na sua costa tirrena, vive a família nobre Pintor: pai, mãe e quatro filhas. O pai, Don Zame, apresentado como vermelho e violento como o diabo, é um homem arrogante e orgulhoso, mas também prepotente e sobretudo zeloso da honra da família e de proteger o seu prestígio e a sua reputação nobre local. As mulheres, dedicadas aos trabalhos domésticos, ficavam em casa. Contra esta condição feminina apenas Lia se revoltava, a terceira das suas filhas, a qual transgredindo as regras impostas do pai foge para o continente para tomar parte na festa da vida. Chega a Civitavecchia, casa, tem um filho e morre.
O pai quando tenta ir em busca da filha é encontrado morto misteriosamente na ponte à saída da povoação. O facto criminoso permanecerá envolto em mistério: infortúnio ou crime? Este é o fundo do romance que em termos novelísticos vem revelado com anacronismo no curso da narrativa, que na verdade começa no momento em que é anunciada a chegada de Giacinto, o filho de Lia, a casa dos Pintor.
A vida das Pintor decorre melancolicamente em que o seu orgulho se vai esfumando. Em vão são protegidas pela dedicação do criado Efix (Efisio é um nome muito difundido no sul da Sardenha sendo o nome de um dos padroeiros da cidade de Cagliari), dedicada a elas, tem um forte sentimento de culpa (por ter favorecido a fuga de Lia, a quem tinha um devoção apaixonada muito parecida ao amor). Sonha, com paciência e devoção, no reflorescimento da casa e da família. Uma esperança se acende com a chegada de Giacinto.
À volta estão os personagens menores, membros da comunidade e do grupo, leais e participam com sua sabedoria primitiva, os jovens contemporâneos de Giacinto, e os contemporâneos das Pintor, e de Efix. As reacções à chegada de Giacinto são minuciosamente descritas em diversos mecanismos de aceitação e de recusa, até que o amor acaba por restabelecer um novo equilíbrio, em que cada membro da comunidade paga com a própria experiência e na medida adequada ao seu papel.
O narrador deleddiano adopta gradualmente o ponto de vista dos outros protagonistas, como Noemi e Giacinto, mas sobretudo de Efix. O narrador distingue entre o diálogo que aporta o material novelístico objectivo, o espaço-temporal, e o plano subjectivo da percepção do mundo que vem representado pelas imaginações e as fantasias do protagonista.

## Crítica
V. Louise Katainen, da Auburn University, analisou Canne al vento do seguinte modo para a World Literature Today:
"Uma qualidade onírica envolve a história. O passado é presente e o futuro aparentemente será sempre como o passado. No estilo sutilmente lírico de Deledda, o passado tanto é algo a ser venerado como um obstáculo ao crescimento individual e social. Assim, as tradições duradouras são igualmente uma armadilha e um tesouro. Na Sardenha de Deledda, a vida continua em ciclos eternos dominados pelas estações da natureza. A principal ferramenta estilística de Deledda é o símile, que ela emprega abundantemente. O mundo humano é comparado com as coisas da natureza: terra, vegetação, pássaros e animais. Em sentido oposto, o mundo natural é antropomorfizado, de modo que se torna tão vivo e sabedor como as pessoas que o habitam. Assim, a divisão entre os humanos e os mundos naturais é esbatida; os dois se fundem para produzir um todo panteístico. O que Deledda tenta transmitir, unindo os mundos da natureza e da sociedade humana é que, para os personagens deste romance poderoso tanto o natural como o humano são partes indispensáveis  inseparáveis do seu universo conhecido. Deledda é bem-sucedida a retratar uma sociedade em transição lenta, uma sociedade incrivelmente distante da dos tempos modernos. Antigas tradições, superstições e uma estrutura social feudal aparentemente imóvel bloqueiam a adaptação às novas circunstâncias. Embora separada da costa ocidental da Itália por apenas cerca de 150 milhas de mar, a Sardenha que Deledda evoca é uma ilha povoada por alguns nobres anacrónicos e uma maioria de camponeses empobrecidos e fatalistas, que parecem presos num mundo imutável de miséria que se auto perpétua. Eles são, como sugere o título do romance, juncos inclinando-se ante os ventos do destino, incapazes e/ou não dispostos a alterar a trajectória do percurso das suas vidas."

## Edições
Algumas edições em várias línguas da obra: 
- (em francês) Des roseaux sous le vent, trad. Marc Hélys, Grasset, Paris, 1919
- (em português) Caniços ao Vento, Delta, S. Paulo; 1964
- (em italiano) Canne al vento. Sedes, Milão 1993.
- (em inglês) Reeds in the wind, Italica Press Inc. Nova Iorque, 1999
- (em italiano) Canne al vento, Arnoldo Mondadori Editore, 2001;
- (em francês) Roseaux au vent, trad. Marie Billoret, ebook Falige Editore, 2014

## Ligação externa
- Audiolibro gratuito, licença Creative Commons, em ALK Libri
- D'Angelo, Carlo; Greci, José; Ferro, Lida (8 de novembro de 1958), Canne al vento, RAI Radiotelevisione Italiana, consultado em 15 de outubro de 2023
- Rizzi, Nicoletta; Ninchi, Carlo; Pagliai, Ugo (13 de janeiro de 1974), L'edera, consultado em 15 de outubro de 2023
- «L'edera (romance)». Wikipedia (em inglês). 28 de setembro de 2022. Consultado em 15 de outubro de 2023